# Lída Clementisová
Lída Clementisová, rodným jménem Ludmila Pátková (4. července 1910 Praha – 4. ledna 1988) byla česká operní zpěvačka, knihovnice a manželka Vladimíra Vlado Clementise, slovenského právníka, novináře, člena a poslance Komunistické strany Československa a ministra zahraničních věcí Československé republiky (1948–1950), odsouzeného k trestu smrti v procesu s Rudolfem Slánským.
Narodila se jako Ludmila Pátková 4. července 1910 v Praze do rodiny Jana a Boženy Pátkových. Její otec Jan Pátek byl významným odborníkem na finance a v době jejího narození zastával funkci ředitele Ústřední banky českých spořitelen. V roce 1923 se stal ředitelem bratislavské filiálky Hypoteční banky české a celá rodina se přestěhovala do Bratislavy. Lída měla několik sourozenců — sestra Božena Pátková se stala právničkou a poslankyní, bratr Václav malířem, Jan Pátek diplomatem.
V Bratislavě chodila na reálné gymnázium v Grösslingově ulici a na obchodní akademii na Palisádách. Po maturitě začala studovat zpěv na „Hudobné a dramatické akadémii pre Slovensko“, kterou dokončila v roce 1933. Po studiu získala angažmá ve Slovenském národním divadle jako sboristka a později jako sólistka.

## Manželství s Vladem Clementisem
Už během studií navštěvovala přednášky levicového intelektuála Vlada Clementise a pravidelně četla levicový časopis DAV, který spoluzakládal. Osobně se s ním seznámila na tramvajové zastávce v Bratislavě na konci roku 1932 a již v březnu 1933 se za Vlada Clementise provdala. Manželství bylo bezdětné.
Po začátku německé okupace odjela do Paříže, kde několik týdnů čekala na příjezd manžela, který odcestoval do Francie z rozhodnutí komunistické strany přes Polsko, Sovětský svaz a Švédsko. Ve Francii dostal Vlado Clementis nový úkol – odjet do Spojených států amerických a Kanady, kde měl agitovat u krajanů pro KSČ. Už měl jízdenky a víza pro sebe i Lídu, nakonec ale neodjeli, protože byl Vlado Clementis z KSČ vyloučen za neoficiální kritiku německo-sovětského paktu Ribbentrop-Molotov a sovětsko-finské války.

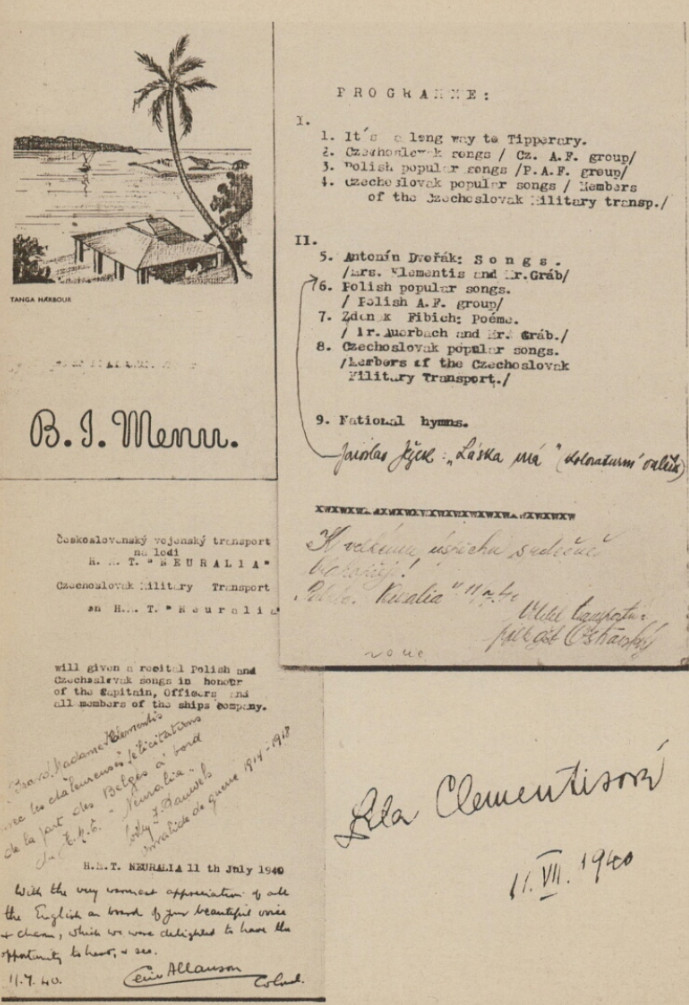
Program koncertu na britské lodi Neuralia 11. července 1940, na kterém zpívala Lída Clementisová

Po vypuknutí druhé světové války vstoupil do československé zahraniční armády, která měla výcvikový tábor v Agde na jihu Francie. Po podepsání příměří mezi Francií a Německem byl Vlado Clementis mezi 5000 tisíci československými vojáky, které evakuovalo britské námořnictvo na žádost Edvarda Beneše do Spojeného království. Lída Clementisová se plavila do Anglie na britské dopravní lodi „Neuralia“ spolu s manželem a během plavby vystoupila 11. července 1940 na koncertu s písněmi Antonína Dvořáka.
Po příjezdu do Anglie se Lída Clementisová vydala sama do Londýna a její manžel zamířil s československými vojáky do vojenského tábora v zámeckém parku v anglickém Cholmondeley poblíž Chesteru. S manželem se znovu setkala až v červnu 1941, protože Vlado Clementis strávil devět měsíců v zajateckém táboře za účast ve vzpouře proti poměrům v československé zahraniční armádě.
Z Londýna manželovi psala dopisy o tom, jak se jí samotné těžko žilo v době masivních náletů na Londýn během letecké bitvy o Británii. Kvůli nedostatku peněz trpěla podvýživou a chronickým zápalem plic. Korespondence byla v době internace jejího manžela jednostranná, Vlado Clementis Lídě dopisy posílat nemohl, ale i tak jí psal – jeho třísetstránkový neodeslaný dopis ve třech písankách si mohla přečíst až v červnu 1941, kdy byl po napadení SSSR Německem z internačního tábora propuštěn.
Vlado Clementis poté působil až do konce války jako komentátor Peter Hron v československém vysílání BBC a Lída Clementisová se prosadila jako sopranistka v kulturním a uměleckém životě československých emigrantů ve válečném Londýně. Na začátku roku 1941 například vystoupila pohostinsky se Spojeneckým smyčcovým kvartetem (Inter-Allied String Quartet) na jeho „Koncertu české hudby“ s komorními skladbami Bedřicha Smetany a Antonína Dvořáka, v září 1941 přednesla na jednom z koncertů Písně milostné ke stému výročí narození Antonína Dvořáka, uspořádaném v Londýně Československým institutem za klavírního doprovodu Richarda Pecha a v prosinci 1941 vystoupila na koncertu Smetanových oper Dalibor a Dvě vdovy.

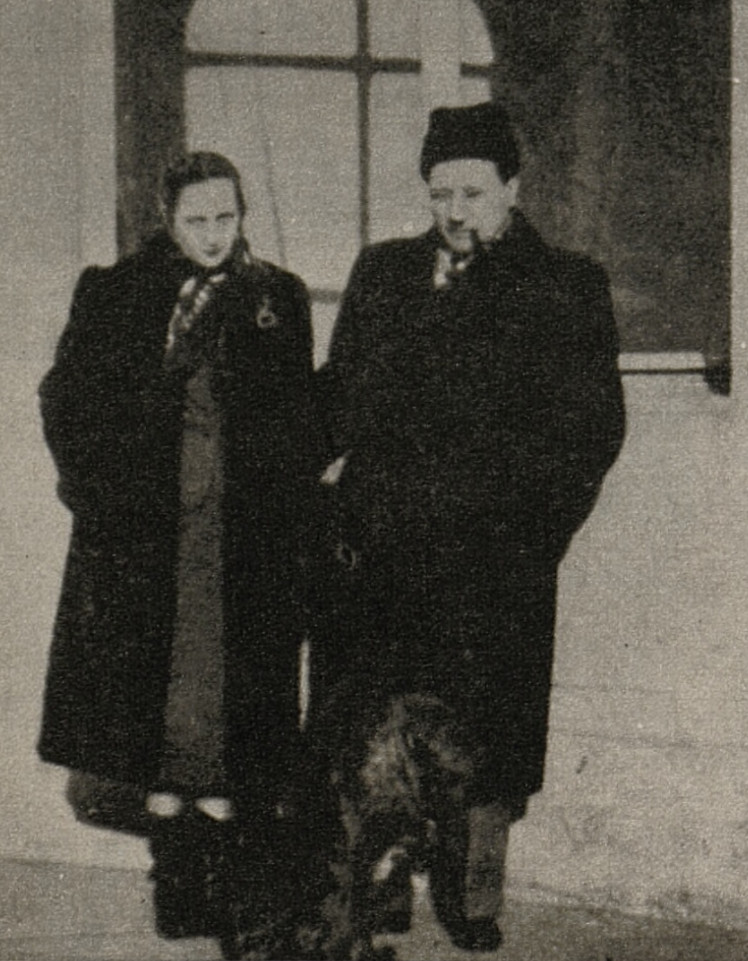
Manželé Clementisovi krátce před svým zatčením se svým psem Brokem

Po konci války se manželé vrátili do Prahy, kde Vladimír Clementis nastoupil jako státní tajemník na ministerstvo zahraničních věcí, kde působil po boku ministra Jana Masaryka, s nímž se manželé Clementisovi dobře znali z londýnského exilu. V březnu 1948 se stal Vlado Clementis po tragické smrti Jana Masaryka ministrem zahraničních věcí a Lída Clementisová ho doprovázela na oficiálních akcích. Po dvou letech byl 14. března 1950 z funkce odvolán a nastoupil jako úředník do Státní banky. Manželé Clementisovi poté žili ve svém bytě v ulici Na valech 16 v Praze 6 pod stálým dohledem Státní bezpečnosti, která připravovala vykonstruovaný proces se slovenskými buržoazními nacionalisty, a do jeho čela chtěla postavit právě Vlada Clementise.
Státní bezpečnost Vlada Clementise zatkla v neděli 28. ledna 1951 na procházce se psem Brokem, na kterou šel sám, protože Lída Clementisová měla chřipku. Když se z procházky nevracel, telefonovala na SNB a další úřady, nikdo jí ale o manželovi nic neřekl. Až z rozhlasu se dozvěděla, že Vlado Clementis prchal i se psem k jugoslávským hranicím. Jednalo se o zprávu, kterou o něm šířila Státní bezpečnost, aby dokázala jeho údajné napojení na jugoslávské nacionalisty. StB využila akce „Kámen“ a odvezla ho v jeho autě Tatra na falešné hranice, kde ho vyfotografovali a fotografii předložili Klementu Gottwaldovi jako důkaz.

## Ve vězení
Lídu Clementisovou zatkli o čtyři týdny později v sobotu 24. února 1951. Čtyři muži ji odvedli do auta, zavázali jí oči a odvezli do věznice v Ruzyni, kde po ní chtěli, aby dosvědčila, že její manžel utekl do Jugoslávie. Když odmítla, tak ji Státní bezpečnost obvinila, že o manželově emigraci věděla a nenahlásila ji. V ruzyňské věznici strávila dalších 22 měsíců kvůli údajnému napomáhání manželovi v jeho špionážní činnosti. V březnu 1951 totiž Státní bezpečnost Vlada Clementise přeřadila do protistátní skupiny Rudolfa Slánského kvůli jeho židovskému původu. Ve vězení Státní bezpečnost držela devět měsíců i jejich psa Broka, zlatého kokršpaněla, o kterého se po jeho propuštění starali rodiče Lídy Clementisové.
Svému manželovi mohla poslat první dopis až v listopadu 1951, nesměla mu ale napsat, že je také ve vězení. Státní bezpečnost nutila Vlada Clementise k přiznání z vykonstruovaných obvinění také vyhrožováním, že uvězní jeho manželku. Aby uvěřil, že je na svobodě, vyzvedla StB z bytu Clementisových dopisní papír, na který měla Lída Clementisová svému manželovi psát o rodinných záležitost každých čtrnáct dní.

Můj drahý, milovaný Vlado, děkuji Ti za první dopis, který je pro mne dokonalým štěstím v této době, a zpráva, že jsi tu, zahnala hrůzu z dlouhých měsíců, kdy jsme ze začátku ani nevěděli, jestli žiješ. Teď věřím, že zase bude všechno dobré, a moje a naše oddanost, láska a víra je stále s Tebou, drahý můj, až do našeho šťastného setkání!
 První dopis Lídy Clementisové ze dne 18. listopadu 1951 

Vlado Clementis jí mohl odpovědět jednou za měsíc.
Lído moje jediná, před chvílí jsem Ti řekl, že jsem se vším vyrovnaný. Myslel jsem si tehdy, že je to to pravda. Ale až po setkání s Tebou jsem viděl, že bez Tebe, bez toho, abych spolu s Tebou prožíval všechno, co nás spojovalo a bude spojovat – bez toho by bylo bývalo moje vyrovnání jen rozumem a vůlí vynuceným postojem. Dala jsi mi to nejvyšší, to, s čím odcházím, když jsi mi sama řekla, že všechno víš a chápeš. I když vím, jinak to ani nemohlo být – nepochyboval jsem o tom. A přece byla Tvoje slova to, co jsem ještě potřeboval.
 Poslední dopis Vlada Clementise ze dne 2. prosince 1952
Dne 2. prosince 1952 Lídě Clementisové oznámil velitel věznice v Ruzyni, že jejího manžela odsoudili k smrti a že má povolenou návštěvu na rozloučení. Oblékli ji do civilního oblečení, naondulovali vlasy, nalíčili ji a odvezli do pankrácké věznice. S manželem se setkala po téměř dvou letech v šest hodin večer, nemohli se však obejmout, protože je dělily dvojité mříže. Vlado Clementis se nikdy nedozvěděl, že uvězněna byla i ona.
Ráno 3. prosince 1952 oznámil velitel ruzyňské věznice Lídě Clementisové, že byl její manžel popraven, dal jí přečíst jeho poslední dopisy pro ni a rodinu a ukázal jí zavřený dopis Klementu Gottwaldovi. Oznámil ji, že je propuštěna, nikdy ale nedostala urnu s popelem svého manžela ani jeho snubní prsten.

## Život po smrti Vlada Clementise
Po propuštění žila se svými rodiči a sestrou Vlada Clementise a jejím manželem v třípokojovém bytě v Jungmannově 18/5 v Praze 1. Nesměla veřejně vystupovat jako zpěvačka a 1. května 1953 nastoupila do Národní knihovny v Klementinu jako knihovnice v oboru hudebnin. Zpracovávala české a slovenské hudebniny pro publikování Bibliografického katalogu ČSR a připravovala rejstříky hudebnin. Zpočátku se v knihovně nesměla představovat do telefonu svým jménem a ověřovat údaje v katalozích jiných knihoven. Zvýšila si kvalifikaci, když od listopadu 1955 do října 1956 absolvovala střední knihovnický kurz pro absolventy škol 3. stupně. V Národní knihovně byla zaměstnána až do 14. ledna 1964, poté byla přidělena do Základní knihovny ČSAV.
Od roku 1953 po smrti Josifa Stalina i Klementa Gottwalda usilovala o rehabilitaci svého manžela, ke které nakonec došlo až v roce 1963.
V roce 1968 vyšly knižně díky Laco Novomeskému, slovenskému spisovateli a příteli Vlada Clementise, dopisy manželů Clementisových z vězení, které Lída Clementisová dostala až v roce 1962. V době Pražského jara také poskytla několik rozhovorů, ve kterých hovořila o pobytu ve vězení a manželovi.
Navzdory špatnému zdraví, které podlomily válka a věznění, během něhož utrpěla omrzliny nohou, se dožila 77 let. Zemřela 4. ledna 1988.